# Paul-François de Nadaï
Pour les articles homonymes, voir Nadaï.

a Compétitions nationales et continentales officielles uniquement.

b Matchs officiels uniquement.
Paul-François de Nadaï dit Francis de Nadaï, né le 19 avril 1947 à Limoux (Aude) et mort le 14 avril 2017 à Perpignan (Pyrénées-Orientales),  est un joueur international français de rugby à XIII évoluant au poste de deuxième ligne, de troisième ligne ou de pilier dans les années 1960 et 1970.
Enfant de Limoux, il intègre très jeune le club de rugby à XIII du XIII Limouxin où il joue toute sa carrière sportive qui s'étend de 1965 à 1980 et en devient le joueur symbole. Avec celui-ci, il remporte le Championnat de France en 1968 aux côtés de Louis Bonnery, de Guy Andrieu et de l'entraîneur-joueur Joseph Guiraud.
Ses performances remarquées en club l'amènent très vite à être entre 1967 et 1975 titulaire au sein de l'équipe de France dont il en devient capitaine. Il prend ainsi part à quatre éditions de la Coupe du monde en 1968, 1970, 1972 et 1975, disputant notamment la finale de l'édition 1968 aux côtés de Jean Capdouze et Georges Aillères. Sous ce même maillot bleu, il connaît des victoires prestigieuses contre les meilleures sélections du monde : l'Australie, la Grande-Bretagne, la Nouvelle-Zélande, l'Angleterre et le pays de Galles.
Il met un terme à sa carrière à la suite d'un accident cardiaque lors de la saison 1979-1980 et reçoit une greffe du cœur en 1988. Instituteur dans la vie civile, il devient par la suite un cadre technique pour la Fédération de rugby à XIII jusqu’à sa retraite en 2005.

## Biographie
Paul-François de Nadaï a joué à Limoux. Il est également appelé en équipe de France avec laquelle il dispute la finale de la Coupe du monde 1968 perdue contre l'Australie.
Il a disputé quatre éditions de Coupe du monde, a remporté le Championnat de France en 1968 avec Limoux.

### 1968: finaliste de la Coupe du monde
En mai-juin 1968, l’Australie et la Nouvelle-Zélande organisent la quatrième édition de la Coupe du monde de rugby à XIII, compétition créée en 1954 sous l'impulsion de l'ancien président de la fédération française Paul Barrière en invitant les trois autres nations majeures de rugby à XIII : l'Australie, la Grande-Bretagne et la Nouvelle-Zélande. Ce concept est maintenu depuis à intervalle irrégulier avec ces quatre mêmes nations. Francis de Nadaï, révélation du Championnat de France dont il est vainqueur avec le XIII Limouxin, est sélectionné au poste de deuxième ligne par Antoine Jimenez et est entraîné par Jep Lacoste pour cette édition, il y est le seul limouxin sélectionné,.
Francis de Nadaï prend part au poste de deuxième ligne au match d'ouverture de la Coupe du monde contre la Nouvelle-Zélande le 25 mai 1968 au Carlaw Park en banlieue d'Auckland devant près de 18 000 spectateurs. L'adversaire néo-zélandais perd dès la 12e minute leur joueur Brian Lee, expulsé définitivement pour une manchette sur André Ferren, et dut évoluer en infériorité numérique toute la rencontre. Le demi français Jean Capdouze livre alors un duel de buteurs contre son homologue Ernie Wiggs avant de marquer un essai à la suite d'une relance de Jean-Claude Cros et d'une percée de Jean-Pierre Lecompte épaulé par Michel Molinier pour emmener J. Capdouze à marquer entre les poteaux. Dès lors, malgré une supériorité en mêlée fermée des Néo-Zélandais, la France conserve son avance jusqu'à la fin du match pour s'imposer 15-10.
La seconde rencontre face à la Grande-Bretagne s'avère être décisive pour une place en finale à la suite de la défaite de cette dernière face au grand favori australien, rencontre à laquelle F. de Nadaï, mis au repos, est remplacé par le Lézignanais Hervé Mazard associé à Henri Marracq. Programmée en Nouvelle-Zélande, les deux équipes s'affrontent le 1er juin 1968 au Carlaw Park devant près de 15 000 spectateurs. Un temps pluvieux sévit sur la pelouse qui rend impossible la tenue d'un jeu ordonné. Devant cette difficulté, les Britanniques mènent 2-0 à la mi-temps sur une pénalité de Bev Risman. Mais la seconde mi-temps tourne à l'avantage des Français forts d'un pack d'avants dominant et du jeu au pied de J. Capdouze, Roger Garrigue et Jean-Pierre Clar, et les Français parviennent à s'imposer sur un essai de Jean-René Ledru pour porter le score final à 7-2. La France se qualifie pour la finale pour la seconde fois de son histoire après l'édition de 1954.
Composition de l'équipe de France :
Pour la troisième rencontre de poule, la France va sur les terres australiennes après deux rencontres en Nouvelle-Zélande, celle-ci oppose les deux équipes qualifiées pour la finale le 8 juin 1968, la France et l'Australie. Afin de mieux préparer la finale qui se déroule deux jours après cette rencontre joué au Lang Park de Brisbane, les deux équipes font tourner leurs effectifs, toutefois F. de Nadaï y est aligné. Ce match s'achève sur un score sévère pour la France qui est nettement battue 37-4 et amène l'Australie à se poser comme le grand favori de la finale,.
F. de Nadaï se trouve dans le treize titulaire pour cette finale qui se déroule le 10 juin 1968 au Sydney Cricket Ground devant près de 54 000 spectateurs en composant la ligne de la deuxième ligne française avec H. Marracq. Dans un stade acquis à sa cause, l'Australie, dirigée par la charnière Billy Smith et Bob Fulton, réalise une haute performance en dominant l'équipe de France grâce à un jeu varié, dynamique et une domination territoriale. Les Français subissent le jeu australien malgré la vaillance de sa défense. Battue 20-2, F. de Nadaï et la France terminent ainsi vice-champions du monde et espèrent entrevoir par cet exploit la volonté d'un renouveau du rugby à XIII dans son pays.

### Après carrière
Après sa carrière sportive, il est devenu instituteur puis cadre technique pour la fédération de rugby à XIII jusqu’à sa retraite en 2005. Il a également connu une greffe du cœur en 1988.

## Palmarès
- Collectif :
  - Vainqueur du Championnat de France : 1968 (Limoux).
  - Finaliste de la Coupe du monde : 1968 (France).

### Coupe du monde
| Édition         | Rang      | Résultats France | Résultats de Nadaï | Matchs de Nadaï |
| --------------- | --------- | ---------------- | ------------------ | --------------- |
| Australie 1968  | Finaliste | 2 v, 0 n, 2 d    | 1 v, 0 n, 2 d      | 3/4             |
| Angleterre 1970 | Troisième | 1 v, 0 n, 2 d    | 1 v, 0 n, 2 d      | 3/3             |
| France 1972     | Troisième | 1 v, 0 n, 2 d    | 1 v, 0 n, 2 d      | 3/3             |
| Monde 1975      | Cinquième | 1 v, 1 n, 6 d    | 1 v, 0 n, 3 d      | 4/6             |

Légende : v = victoire ; n = match nul ; d = défaite.

### Détails en sélection
| Matchs internationaux de Francis de Nadaï | Matchs internationaux de Francis de Nadaï | Matchs internationaux de Francis de Nadaï | Matchs internationaux de Francis de Nadaï | Matchs internationaux de Francis de Nadaï | Matchs internationaux de Francis de Nadaï | Matchs internationaux de Francis de Nadaï | Matchs internationaux de Francis de Nadaï | Matchs internationaux de Francis de Nadaï | Matchs internationaux de Francis de Nadaï | Matchs internationaux de Francis de Nadaï | Matchs internationaux de Francis de Nadaï |
|                                           | Date                                      | Adversaire                                | Résultat                                  | Compétition                               | Poste                                     | Points                                    | Essais                                    | Pen.                                      | Drops                                     |                                           |                                           |
| ----------------------------------------- | ----------------------------------------- | ----------------------------------------- | ----------------------------------------- | ----------------------------------------- | ----------------------------------------- | ----------------------------------------- | ----------------------------------------- | ----------------------------------------- | ----------------------------------------- | ----------------------------------------- | ----------------------------------------- |
| sous les couleurs de la France            |                                           |                                           |                                           |                                           |                                           |                                           |                                           |                                           |                                           |                                           |                                           |
| 1.                                        | 17 décembre 1967                          | Australie                                 | 7-7                                       | Test-match                                | Remplaçant                                | -                                         | -                                         | -                                         | -                                         |                                           |                                           |
| 2.                                        | 24 décembre 1967                          | Australie                                 | 10-3                                      | Test-match                                | Deuxième ligne                            | -                                         | -                                         | -                                         | -                                         |                                           |                                           |
| 3.                                        | 7 janvier 1968                            | Australie                                 | 16-13                                     | Test-match                                | Deuxième ligne                            | -                                         | -                                         | -                                         | -                                         |                                           |                                           |
| 4.                                        | 11 février 1968                           | Grande-Bretagne                           | 13-22                                     | Test-match                                | Deuxième ligne                            | -                                         | -                                         | -                                         | -                                         |                                           |                                           |
| 5.                                        | 2 mars 1968                               | Grande-Bretagne                           | 8-19                                      | Test-match                                | Pilier                                    | -                                         | -                                         | -                                         | -                                         |                                           |                                           |
| 6.                                        | 25 mai 1968                               | Nouvelle-Zélande                          | 15-10                                     | Coupe du monde                            | Deuxième ligne                            | -                                         | -                                         | -                                         | -                                         |                                           |                                           |
| 7.                                        | 8 juin 1968                               | Australie                                 | 4-37                                      | Coupe du monde                            | Deuxième ligne                            | -                                         | -                                         | -                                         | -                                         |                                           |                                           |
| 8.                                        | 10 juin 1968                              | Australie                                 | 2-20                                      | Coupe du monde                            | Deuxième ligne                            | -                                         | -                                         | -                                         | -                                         |                                           |                                           |
| 9.                                        | 30 novembre 1968                          | Grande-Bretagne                           | 10-34                                     | Test-match                                | Deuxième ligne                            | -                                         | -                                         | -                                         | -                                         |                                           |                                           |
| 10.                                       | 2 février 1969                            | Grande-Bretagne                           | 13-9                                      | Test-match                                | Deuxième ligne                            | 3                                         | 1                                         | -                                         | -                                         |                                           |                                           |
| 11.                                       | 9 mars 1969                               | Pays de Galles                            | 17-13                                     | Test-match                                | Deuxième ligne                            | -                                         | -                                         | -                                         | -                                         |                                           |                                           |
| 12.                                       | 25 octobre 1969                           | Angleterre                                | 11-11                                     | Coupe d'Europe                            | Ailier                                    | -                                         | -                                         | -                                         | -                                         |                                           |                                           |
| 13.                                       | 25 janvier 1970                           | Pays de Galles                            | 11-15                                     | Coupe d'Europe                            | Deuxième ligne                            | -                                         | -                                         | -                                         | -                                         |                                           |                                           |
| 14.                                       | 15 mars 1970                              | Angleterre                                | 14-9                                      | Coupe d'Europe                            | Deuxième ligne                            | -                                         | -                                         | -                                         | -                                         |                                           |                                           |
| 15.                                       | 25 octobre 1970                           | Nouvelle-Zélande                          | 15-16                                     | Coupe du monde                            | Remplaçant                                | -                                         | -                                         | -                                         | -                                         |                                           |                                           |
| 16.                                       | 28 octobre 1970                           | Grande-Bretagne                           | 0-6                                       | Coupe du monde                            | Pilier                                    | -                                         | -                                         | -                                         | -                                         |                                           |                                           |
| 17.                                       | 1er novembre 1970                         | Australie                                 | 17-15                                     | Coupe du monde                            | Deuxième ligne                            | -                                         | -                                         | -                                         | -                                         |                                           |                                           |
| 18.                                       | 11 novembre 1970                          | Australie                                 | 4-7                                       | Test-match                                | Deuxième ligne                            | -                                         | -                                         | -                                         | -                                         |                                           |                                           |
| 19.                                       | 7 février 1971                            | Grande-Bretagne                           | 16-8                                      | Test-match                                | Deuxième ligne                            | -                                         | -                                         | -                                         | -                                         |                                           |                                           |
| 20.                                       | 17 mars 1971                              | Grande-Bretagne                           | 2-24                                      | Test-match                                | Pilier                                    | -                                         | -                                         | -                                         | -                                         |                                           |                                           |
| 21.                                       | 11 novembre 1971                          | Nouvelle-Zélande                          | 11-27                                     | Test-match                                | Deuxième ligne                            | -                                         | -                                         | -                                         | -                                         |                                           |                                           |
| 22.                                       | 21 novembre 1971                          | Nouvelle-Zélande                          | 2-24                                      | Test-match                                | Deuxième ligne                            | -                                         | -                                         | -                                         | -                                         |                                           |                                           |
| 23.                                       | 28 novembre 1971                          | Nouvelle-Zélande                          | 3-3                                       | Test-match                                | Pilier                                    | -                                         | -                                         | -                                         | -                                         |                                           |                                           |
| 24.                                       | 28 octobre 1972                           | Nouvelle-Zélande                          | 20-9                                      | Coupe du monde                            | Pilier                                    | -                                         | -                                         | -                                         | -                                         |                                           |                                           |
| 25.                                       | 1er novembre 1972                         | Grande-Bretagne                           | 4-13                                      | Coupe du monde                            | Pilier                                    | -                                         | -                                         | -                                         | -                                         |                                           |                                           |
| 26.                                       | 5 novembre 1972                           | Australie                                 | 9-31                                      | Coupe du monde                            | Troisième ligne                           | -                                         | -                                         | -                                         | -                                         |                                           |                                           |
| 27.                                       | 17 février 1974                           | Grande-Bretagne                           | 0-29                                      | Test-match                                | Pilier                                    | -                                         | -                                         | -                                         | -                                         |                                           |                                           |
| 28.                                       | 2 mars 1975                               | Pays de Galles                            | 14-7                                      | Coupe du monde                            | Pilier                                    | -                                         | -                                         | -                                         | -                                         |                                           |                                           |
| 29.                                       | 16 mars 1975                              | Angleterre                                | 2-20                                      | Coupe du monde                            | Pilier                                    | -                                         | -                                         | -                                         | -                                         |                                           |                                           |
| 30.                                       | 15 juin 1975                              | Nouvelle-Zélande                          | 0-27                                      | Coupe du monde                            | Deuxième ligne                            | -                                         | -                                         | -                                         | -                                         |                                           |                                           |
| 31.                                       | 21 juin 1975                              | Australie                                 | 6-26                                      | Coupe du monde                            | Pilier                                    | -                                         | -                                         | -                                         | -                                         |                                           |                                           |

### Détails en club
| Saison    | Saison        | Championnat           | Championnat | Coupe           | Coupe       | Sélection | Sélection | Sélection | Sélection | Sélection | Sélection | Sélection |
| Saison    | Saison        | Comp.                 | Class.      | Comp.           | Class.      | Comp.     | M         | Pts       | Ess.      | Buts      | Dp.       |           |
| --------- | ------------- | --------------------- | ----------- | --------------- | ----------- | --------- | --------- | --------- | --------- | --------- | --------- | --------- |
| 1965-1966 | XIII Limouxin | Championnat de France | Barrage     | Coupe de France | 1/2 finale  |           |           |           |           |           |           |           |
| 1966-1967 | XIII Limouxin | Championnat de France | 1/2 finale  | Coupe de France | 1/2 finale  |           |           |           |           |           |           |           |
| 1967-1968 | XIII Limouxin | Championnat de France | Champion    | Coupe de France | 1/8 finale  | CM        | 8         | -         | -         | -         | -         |           |
| 1968-1969 | XIII Limouxin | Championnat de France | 1/2 finale  | Coupe de France | 1/4 finale  |           | 3         | 3         | 1         | -         | -         |           |
| 1969-1970 | XIII Limouxin | Championnat de France | Barrage     | Coupe de France | 1/8 finale  | CE        | 3         | -         | -         | -         | -         |           |
| 1970-1971 | XIII Limouxin | Championnat de France | 7e          | Coupe de France | 1/2 finale  | CM        | 6         | -         | -         | -         | -         |           |
| 1971-1972 | XIII Limouxin | Championnat de France | 8e          | Coupe de France |             |           | 3         | -         | -         | -         | -         |           |
| 1972-1973 | XIII Limouxin | Championnat de France | 1/2 finale  | Coupe de France | 1/8 finale  | CM        | 3         | -         | -         | -         | -         |           |
| 1973-1974 | XIII Limouxin | Championnat de France | 1/4 finale  | Coupe de France | 1/16 finale |           | 1         | -         | -         | -         | -         |           |
| 1974-1975 | XIII Limouxin | Championnat de France | 15e         | Coupe de France |             | CM        | 4         | -         | -         | -         | -         |           |
| 1975-1976 | XIII Limouxin | Championnat de France | Barrage     | Coupe de France | 1/4 finale  |           |           |           |           |           |           |           |
| 1976-1977 | XIII Limouxin | Championnat de France | 13e         | Coupe de France | 1/8 finale  |           |           |           |           |           |           |           |
| 1977-1978 | XIII Limouxin | Championnat de France | 1/4 finale  | Coupe de France | 1/2 finale  |           |           |           |           |           |           |           |
| 1978-1979 | XIII Limouxin | Championnat de France | 8e          | Coupe de France | 1/4 finale  |           |           |           |           |           |           |           |
| 1979-1980 | XIII Limouxin | Championnat de France | 13e         | Coupe de France | 1/8 finale  |           |           |           |           |           |           |           |